# Elisabeth Böhm van Endert
Elisabeth Böhm van Endert (geb. Elisabeth Maria Anna van Endert, * 23. März 1877 in Neuss; † 27. Februar 1956 in Zürich) war eine deutsche Opern- und Konzertsängerin (Sopran), Kammersängerin und Gesangspädagogin.

## Leben und Wirken

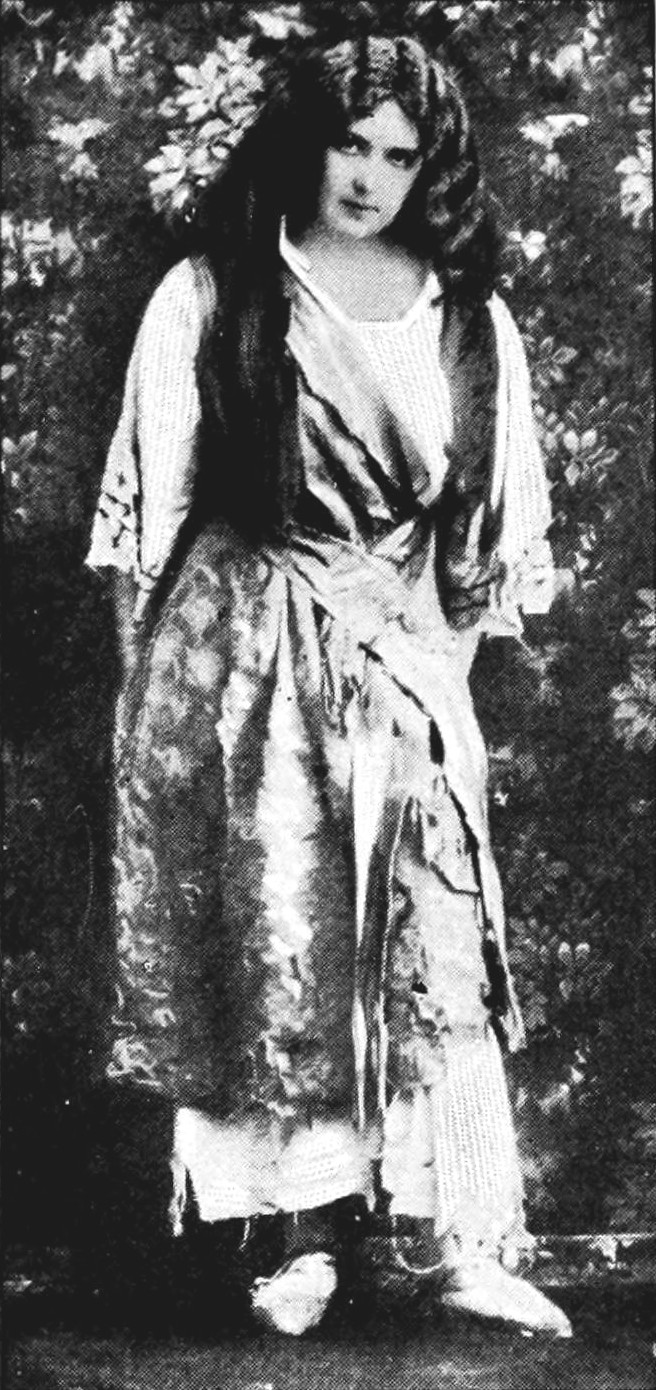
Elisabeth Böhm van Endert als „Mignon“ in der gleichnamigen Oper von Ambroise Thomas

### Herkunft und Familie
Elisabeth Böhm van Endert wurde laut Heiratsurkunde am 23. März 1877 in Neuss geboren. Andere Quellen geben als Geburtsdatum den 31. Dezember 1876 an. Sie war die Tochter des Möbel- und Seidenwarenfabrikanten Rudolf van Endert (1835–1881) und seiner Frau Elisabeth, geb. van Endert (1847–1928), die das Unternehmen nach dem frühen Tod ihres Mannes weiterführte. Beide Elternteile entstammten zwei verschiedenen Linien einer flämischen Tuchhändlerfamilie. Elisabeth war eines von zehn Kindern; drei ihrer Geschwister verstarben bereits im Kindesalter. Ihre jüngere Schwester war Katharina von Kardorff-Oheimb, deren Tochter Elisabeth in zweiter Ehe mit Wilhelm Furtwängler verheiratet war.
Elisabeth van Endert war in erster Ehe mit dem Komponisten Adolph Paul Böhm (1878–1911) verheiratet, der während der späteren schwebenden Ehescheidungsklage Suizid beging. In zweiter Ehe heiratete sie 1916 Leo Bernhard Curth (1875–1933), Direktor der Deutschen Grammophon-Gesellschaft und später der Electrola GmbH.

### Künstlerische Laufbahn
Elisabeth van Endert erhielt in ihrer Jugend Gesangs- und Klavierunterricht und unternahm mit ihrer Mutter und ihren beiden Schwestern Katharina und Amélie ausgedehnte Bildungsreisen nach Frankreich und Italien, unter anderem nach Paris, Venedig, Pisa, Nizza, Monte Carlo. Ihre Gesangsstudien absolvierte sie bei Wally Schauseil in Düsseldorf, bei Richard Müller (1853–1917) in Dresden und bei Adelina Paschalis-Souvestre (1847–1925). 1906 begann sie ihre künstlerische Laufbahn als Konzert- und Oratoriensängerin in Köln, Mannheim, Frankfurt am Main und Dresden.
Auf Intention des Generalmusikdirektors Ernst von Schuch wechselte sie ins Opernfach und debütierte 1907 als Marguerite in Charles Gounods Faust an der Dresdner Hofoper, wo sie bis 1910 engagiert war. Hier sang sie unter anderem im Jahr 1909 bei der Uraufführung der Oper Elektra von Richard Strauss die „Schleppträgerin“. Ab 1910 wirkte sie in Berlin, zunächst bis 1913 an der Berliner Hofoper, anschließend bis 1919 am Deutschen Opernhaus Berlin. In der Spielzeit 1913/14 übernahm sie dort in Neuinszenierungen die Titelrolle in Undine und die Freia in Das Rheingold. In der Sommersaison 1915 sang sie die Rosalinde in einer Neuproduktion der Strauß-Operette Die Fledermaus. In der Spielzeit 1915/16 folgte die Hosenrolle des Titelhelden in der Boccaccio-Premiere. In der Spielzeit 1922/23 sang sie nochmals an der Staatsoper. 1913 wurde sie zur königlichen Kammersängerin ernannt.  Gastspiele und Tourneen führten sie unter anderem nach England, Holland, Belgien und in die Schweiz. In den 1920er Jahren unternahm sie zwei große Tourneen durch Nordamerika.
Van Endert trat ab 1923 nur noch vereinzelt im Rahmen von Gastspielen auf der Opernbühne auf und wirkte wieder als Konzertsängerin. 1926 unternahm sie eine Tournee nach Holland und trat außerdem in London auf. Nach Beendigung ihrer Laufbahn als Sängerin unterrichtete sie als Gesangspädagogin und wanderte 1935 nach Nordamerika aus. Sie starb auf der Rückreise von einem Urlaubsaufenthalt in einem Zürcher Hotel. Beigesetzt wurde sie in der Grabstätte ihrer Eltern auf dem Städtischen Friedhof Neuss.

## Ton- und Filmdokumente

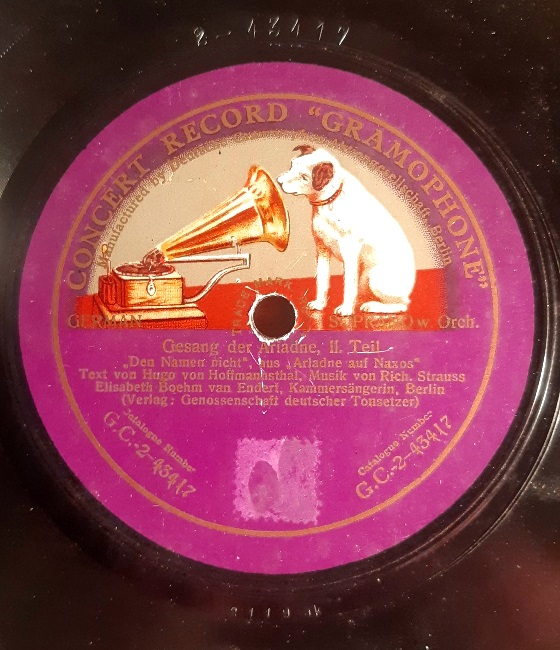
Platte von Elisabeth van Endert (Berlin, April 1913)

Von Elisabeth van Endert existieren zahlreiche Schallplatten. Die ersten erschienen um 1911 auf Anker-Record, Homokord, Parlophon und Pathé, von 1912 bis 1925 dann ausschließlich für Gramophone, von 1926 bis 1932 folgten elektrische Aufnahmen für Electrola.
1915 wurde die einzige (Stumm-)Filmaufnahme mit Elisabeth Böhm van Endert produziert. Hier spielte sie Elsa in Lohengrin von Richard Wagner neben Felix Dahn (Lohengrin), Ernst Lehmann (König Heinrich), Max Salzinger (Telramund) und Frieda Langendorff (Ortrud) unter der Leitung des Dirigenten Hermann Stange.

## Opernrollen (Auswahl)
- Marguerite in Faust von Charles Gounod, Dresden 1907
- Schleppträgerin in Elektra von Richard Strauss, Uraufführung in Dresden 1909
- Ariadne in Ariadne auf Naxos von Richard Strauss
- Pamina in Die Zauberflöte von Wolfgang Amadeus Mozart
- Titelpartie in Undine von Albert Lortzing
- Micaëla in Carmen von Georges Bizet
- Freia in Das Rheingold von Richard Wagner
- Eva in Die Meistersinger von Nürnberg von Richard Wagner
- Elsa in Lohengrin von Richard Wagner
- Elisabeth in Tannhäuser von Richard Wagner[25]
- Octavian in Der Rosenkavalier von Richard Strauss
- Margiana in Der Barbier von Bagdad von Peter Cornelius
- Titelpartie in Mignon von Ambroise Thomas
- Rosalinde in Die Fledermaus von Johann Strauss